# Unholy Terror
Unholy Terror é o nono álbum de estúdio da banda estadunidense de heavy metal W.A.S.P., lançado em 3 de abril de 2001.

## Faixas
- Todas as canções escrita por Blackie Lawless.

1. "Let it Roar" - 4:40
2. "Hate To Love Me"  – 4:07
3. "Loco-Motive Man"  – 6:03
4. "Unholy Terror"  – 2:01
5. "Charisma"  – 5:25
6. "Who Slayed Baby Jane?"  – 4:55
7. "Euphoria"  – 3:19
8. "Raven Heart"  – 3:46
9. "Evermore"  – 6:10
10. "Wasted White Boys"  – 6:49

## Formação
- Blackie Lawless - vocais, guitarra base
- Chris Holmes - guitarra solo
- Mike Duda - baixo
- Franki Banali & Stet Howland - bateria
- Roy Z - guitarra solo nas faixas 6 e 10.